# 天使のキス・ショット
天使のキス・ショット（てんしのキス・ショット、原題：Kiss Shot）は、1989年に公開されたアメリカ合衆国のコメディ映画。CBS製作。出演はウーピー・ゴールドバーグ、ドリアン・ヘアウッド、デニス・フランツほか。
日本では株式会社アポロンが1990年10月21日に「キスショット」の題でVHSを発売。その後、アドバピクチャーズが1996年12月24日にこちらの題でVHSを再発売した。

## あらすじ
多額の負債を抱えるシングルマザーのサラは、ふとした事が原因で失業してしまい、ウェイトレスの仕事をすることでなんとか生活していたが、今の収入では借金を返済することが難しくなっていた。かつての夫を頼ってみるが拒否されてしまい、サラはかつて得意だったビリヤードで稼ぐことを思いつく。
サラは友人のマックスの助けを借り、金を稼ぐために各地のバーを転々とするが、ある時1000ドルのビッグ・ゲームで相手になったケビンに恋をしてからは負け続きになってしまう。
そんな中、サンフランシスコで行われる賞金1万ドルのトーナメント大会の話がサラの耳に入ってくる。

## キャスト
※括弧内は日本語吹替
- サラ：ウーピー・ゴールドバーグ（羽鳥靖子）
- ケビン：ドリアン・ヘアウッド（藤原啓治）
- マックス：デニス・フランツ（辻親八）
- ジェニー：ターシャ・スコット
- リック：デビッド・マルシアーノ
- ビリー：テディ・ウィルソン
- アマンダ：アディラ・バーンズ